# 広島県道67号馬木八本松線
広島県道67号馬木八本松線（ひろしまけんどう67ごう うまきはちほんまつせん）は、広島県東広島市を通る県道（主要地方道）である。

## 概要
広島県東広島市西条町馬木と同市八本松町飯田を結ぶ。
1982年（昭和57年）に広島県道332号馬木八本松線の全区間と広島県道335号津江八本松線の一部が一本化され、主要地方道に指定される。

### 路線データ
- 起点：東広島市西条町馬木（樋ノ詰橋東交差点、東広島呉自動車道馬木IC・国道375号交点）
- 終点：東広島市八本松町飯田（八本松駅前交差点、国道486号交点）
- 総延長：約11.4 km

## 歴史
- 1993年（平成5年）5月11日 - 建設省から、県道馬木八本松線が馬木八本松線として主要地方道に再指定される[1]。
- 2005年（平成17年） - 広島大学付近の二神山 - 若宮神社前間の路線が付け替えられ、一部が4車線化された。
- 2010年（平成22年）7月 - には記念橋西詰交差点の接続が変更され、当路線が直進するように改められた。

## 地理

### 通過する自治体
- 東広島市

### 交差する道路
| 交差する道路                   | 交差する場所         | 交差する場所                     |
| ------------------------------ | -------------------- | -------------------------------- |
| E75 東広島呉自動車道 国道375号 | 西条町馬木           | 樋ノ詰橋東交差点 / 起点 4 馬木IC |
| 広島県道331号下三永吉川線      | 西条町田口           | 西中郷交差点                     |
| 広島県道332号吉川西条線        | 西条町下見（したみ） | 下見交差点                       |
| 広島県道335号津江八本松線      | 八本松町原           | 記念橋西詰交差点                 |
| 国道2号 / 西条バイパス         | 八本松町原           | 七ツ池交差点                     |
| 国道486号                      | 八本松町飯田         | 八本松駅前交差点 / 終点          |

### 沿線にある施設など
- 広島大学
- 東広島市立美術館